# Calderonismo

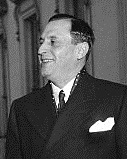
Dr.Rafael Ángel Calderón Guardia.

El calderonismo es una doctrina política e ideológica de Costa Rica, que surge en los años 1940 bajo el liderazgo del caudillo Dr. Rafael Ángel Calderón Guardia, antes, durante y después de que este fuera presidente, y que fue continuada por diversas fuerzas políticas como Coalición Unidad, Partido Unificación Nacional y el actual Partido Unidad Social Cristiana. Es junto con la tendencia liberacionista una de las dos tendencias políticas tradicionales de la política costarricense, con la cual representó un cierto tipo de bipartidismo costarricense desde 1986 hasta el 2002 en que se quiebra el sistema bipartidista y gira en torno a la familia Calderón.

## Historia
El calderonismo nace con el liderazgo político del Dr. Rafael Ángel Calderón Guardia. Su administración (1940-1944) ha sido tradicionalmente polémica, ya que si bien se creó la Universidad de Costa Rica, se solucionó el problema limítrofe con Panamá mediante el tratado Echandi-Fernández y se promulgaron mediante una alianza del gobierno con la Iglesia católica y el Partido Comunista Costarricense, el Código de Trabajo y las Garantías Sociales, también se cometieron serios abusos contra las libertades públicas.
Durante la difícil época de la Segunda Guerra Mundial, le declaró la guerra a Alemania y a Japón, antes que lo hiciera el mismo Estados Unidos en el año 1941.
Logró que le sucediera Teodoro Picado Michalski, que gobernó de 1944 a 1948 bajo el control de los partidarios de Calderón y del Partido Comunista. De 1944 a 1946 residió en Nueva York.
En las elecciones de 1948 fue nuevamente candidato a la presidencia. El Tribunal Nacional Electoral declaró provisionalmente electo al candidato opositor Otilio Ulate Blanco, pero el Doctor Calderón Guardia adujo un fraude y presentó al Congreso una demanda de nulidad de las elecciones presidenciales, aunque no de las legislativas, en las que sus partidarios sí habían obtenido mayoría. El 1° de marzo de 1948 el Congreso, donde la alianza de calderonistas y comunistas tenía mayoría, anuló las elecciones presidenciales. Esto provocó una guerra civil, en la cual las fuerzas del gobierno fueron derrotadas militarmente por las de José Figueres Ferrer. Calderón se exilió en Nicaragua, y en diciembre de 1948 invadió Costa Rica con apoyo del gobierno del dictador nicaragüense Anastasio Somoza García, pero la expedición -conocida como la contrarrevolución- fracasó. Calderón se trasladó con su familia a México, y en 1955 emprendió una segunda invasión a Costa Rica, con apoyo de Somoza García, Rafael Leónidas Trujillo y Marcos Pérez Jiménez, pero sus fuerzas fueron derrotadas.

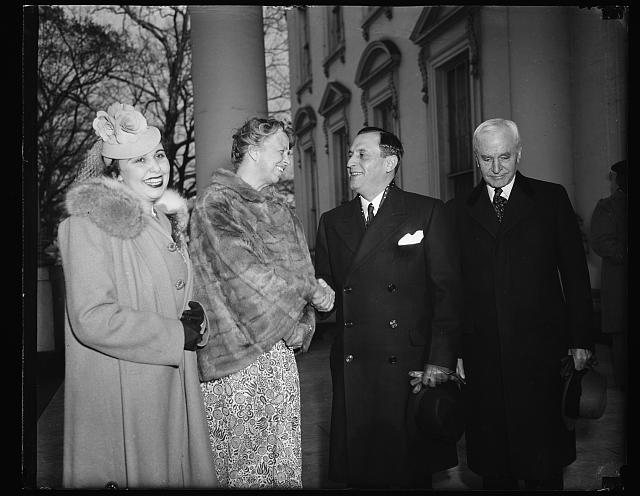
Calderón y su esposa visitando Washington.

En 1958 Calderón regresó al país para ser diputado en el gobierno de don Mario Echandi Jiménez, aunque no ejerció el cargo. Fue candidato a la presidencia otra vez en 1962, y a pesar de su derrota, hasta su muerte continuó siendo una figura política muy influyente. Fue Embajador de Costa Rica en México de 1966 a 1969.
La historia lo recuerda como un gran reformador social de Costa Rica. Fue un hombre que en vida inspiró enormes pasiones en favor suyo o en contra.
Fue declarado Benemérito de la Patria por la Asamblea Legislativa de Costa Rica, el 17 de abril de 1974, por acuerdo N.º 1410.
En 1978 para las elecciones de ese año, en la que se eligió como presidente a Rodrigo Carazo Odio bajo la bandera de una coalición de partidos, se inició una fusión, llamada Coalición Unidad, conformada por el Partido Republicano Calderonista, el Partido Demócrata Cristiano, el Partido Renovación Democrática y el Partido Unión Popular. Pero para 1981 cuando inician las luchas para la elección del candidato para las elecciones de 1982 surgen los problemas entre el precandidato Rafael Ángel Calderón Fournier del Partido Republicano Calderonista y Rodolfo Méndez Mata mayormente representado por el Partido Renovación Democrática. Poco después, y también con el apoyo del Partido Renovación Democrática, el Lic. Rodrigo Madrigal Nieto intentó registrar su candidatura. En estas circunstancias de lucha de tendencias los partidos Republicano Calderonista, Unión Popular y Demócrata Cristiano decidieron ir solos a la elección y cambiaron la bandera de la coalición por otra con los colores rojo y azul. Finalmente, a fines de agosto de 1981 se aclaran los nublados y la coalición Unidad, con su nueva puede participar en la contienda electoral prevista para el 7 de febrero de 1982. Las condiciones de la campaña no son nada favorables debido a que el partido tiene que cargar con la impopularidad del gobierno de Carazo. Sabiendo que no tiene posibilidades de ganar, Calderón Fournier hace campaña sin descanso, ya que su objetivo principal es salvar la coalición y el futuro partido. Los resultados lo apoyan y obtiene el 34% de los votos. Viendo las circunstancias, eso fue un triunfo para el partido. 
En abril de 1983 el Directorio Político de la coalición adoptó un calendario y enseguida se acordó que el Partido Unión Popular serviría de receptor de los otros tres, cambiando su nombre por el de Partido Unidad Social Cristiana. Las Asambleas Nacionales de cada partido participante de dicha coalición debían de acordar, previamente, su disolución para dar enseguida paso a la fusión. Legalmente esto implicaba que mientras existiera el nuevo partido no podrían volver a inscribirse ninguno de los partidos fusionados. El 17 de diciembre de 1983 en la última sesión de las Asambleas Nacionales de los partidos que formaban la Coalición Unidad, acordaron disolverse y fusionarse en uno. En 1984 inician los pasos para la elección del candidato para las elecciones de 1986. Se inscriben como precandidatos Rafael Ángel Calderón Fournier y Óscar Aguilar Bulgarelli, no obstante, al principio de iniciada la campaña, Bulgarelli decide retirarse. Al quedar solo un precandidato la convención se suspende y el 2 de diciembre de 1984, Rafael Ángel Calderón Fournier fue elegido como candidato presidencial. 

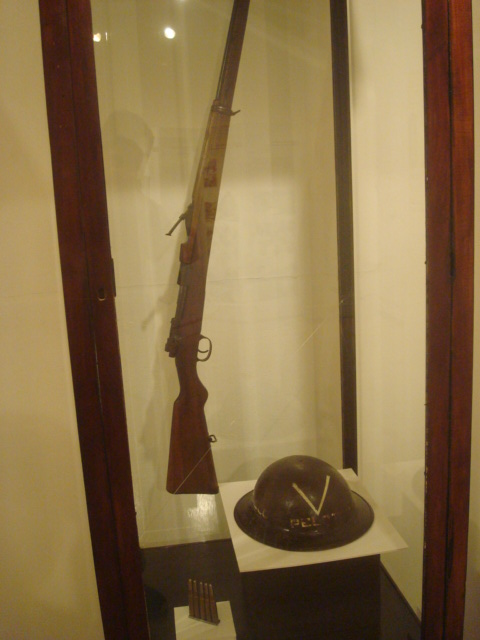
Las polémicas elecciones de 1948 hicieron estallar la Guerra del 48

El 2 de febrero de 1986 el resultado electoral favoreció al oponente del Partido Liberación Nacional, Óscar Arias Sánchez por una diferencia de 6.5%, sin embargo el PUSC logró elegir 25 diputados mientras que su candidato presidencial había recibido el 45.8% de los votos válidos. A este punto y con los resultados de las elecciones de ese año, se pudo comprobar que tras tantos años de hegemonía liberacionista, se había llegado un sistema político de elección bipartidista. 
En 1987 se iniciaron los trabajos para una nueva participación en las elecciones, esta vez con más experiencia. Miguel Ángel Rodríguez inició con su carrera política como precandidato, al igual que el Lic. Germán Serrano Pinto. Debido a las derrotas sufridas en las elecciones anteriores, en 1982 y 1986, Calderón Fournier se había retirado de una eventual precandidatura, y apoyaba a Rodríguez. Sin embargo, las bases esperan una nueva candidatura de Calderón. Las encuestas así empiezan a mostrarlo: Rodríguez y Serrano tenían apenas un porcentaje de adhesión de 16 o 17%. En diciembre de 1987, Germán Serrano decide retirar su candidatura y busca un acuerdo con el Sr. Rodríguez. Mientras tanto, se habían producido choques entre Rodríguez y Calderón por la lista de candidatos a diputados, lo cual causa que muchos dirigentes comiencen a manifestarse a favor de la candidatura de Calderón. Poco después se genera un movimiento, que parte sobre todo de los diputados del PUSC, para solicitarle formalmente a don Rafael Ángel Calderón Fournier que vuelva a ser candidato a la presidencia. Después de dos periodos consecutivos del PLN en el poder, y demostrada la fuerza del PUSC en las elecciones de 1986, las perspectivas para ganar las elecciones en 1990 eran muy favorables. Bajo estas circunstancias, y bajo el apoyo de los diputados del partido, Rafael Ángel Calderón anuncia su candidatura. El Dr. Rodríguez decide seguir en la lucha. Como era de esperar. Rafael Ángel Calderón Fournier ganó la candidatura por un 76% de los votos emitidos. 

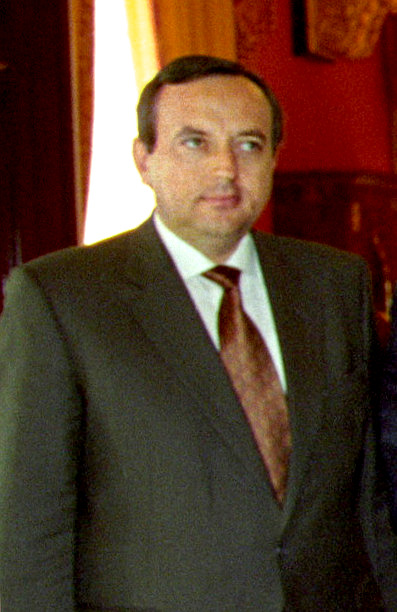
Rafael Ángel Calderón Fournier, hijo de Calderón Guardia y segundo Calderón en ser presidente.

En las elecciones del 4 de febrero de 1990 Calderón fue elegido presidente con el 46,2% de los votos sobre su oponente liberacionista Carlos Manuel Castillo. En esta elección también se lograron elegir 29 diputados. Se alcanzó no sólo la presidencia sino también la mayoría en la Asamblea Legislativa y una victoria en las siete provincias del país. El triunfo de 1990 confirmaba el avance, ya vislumbrado en 1986, hacia un sistema bipartidista. Así, consolidado el partido en los 90, para las elecciones de 1994 Miguel Ángel Rodríguez se lanza como candidato presidencial, las que pierde por un escaso margen de 1.8%. Sin embargo, gana en las elecciones celebradas el 1 de febrero de 1998. Sin embargo, Miguel Ángel comenzó a tener una baja popularidad debido a su asociación por parte de los grupos opositores con las ideas neoliberales, que desataron en huelgas contra la forma de gobierno en ese entonces. Surge la figura del Dr. Abel Pacheco, quien con el carisma que había ganado durante varios años en la televisión del país, y debido a su posición como diputado de la Asamblea Legislativa de Costa Rica, se le nombra candidato presidencial para las elecciones del 2002, la cual gana con la ayuda de una segunda ronda, hecho inédito en el país. 
Sacudido por muchos escándalos de corrupción y el desgaste de la administración Pacheco que es considerada una de las peores en la historia, el partido sufrió un terrible debacle y su candidato en el 2006, Ricardo Toledo Carranza, obtuvo apenas el 3% de los votos. Actualmente el partido intenta recuperarse con su caudillo Rafael Ángel Calderón Fournier trabajando arduamente para revivir las basas calderonistas. Tras la condena por peculado y corrupción de Calderón el 5 de octubre del 2009, este retiró su candidatura presidencial siendo reemplazado por el entonces diputado del partido Luis Fishman Zonzinski, quien obtuvo un bajo apoyo electoral, nuevamente, del 3%.
El candidato avalado por el calderonismo para las elecciones primarias del Partido Unidad Socialcristiana de 2013, el Dr. Rodolfo Hernández Gómez, ganó la convención nacional con 77% de los votos. por sobre el rival liberal Rodolfo Piza. No obstante, Hernández renunciaría a su candidatura a pesar del fuerte respaldo en las encuestas a raíz de desacuerdos importantes con la dirigencia del partido, y la candidatura sería asumida por Piza.

## Presidentes
Los siguientes presidentes de Costa Rica llegaron al poder con el apoyo del calderonismo:
| Presidente | Presidente                        | Período     | Partido                         |
| ---------- | --------------------------------- | ----------- | ------------------------------- |
|            | Rafael Ángel Calderón Guardia     | 1940-1944   | Partido Republicano Nacional    |
|            | Teodoro Picado Michalski          | 1944 - 1948 | Partido Republicano Nacional    |
|            | Mario Echandi Jiménez             | 1958 - 1962 | Partido Unión Nacional          |
|            | José Joaquín Trejos Fernández     | 1966-1970   | Partido Unificación Nacional    |
|            | Rodrigo Carazo Odio               | 1978 - 1982 | Coalición Unidad                |
|            | Rafael Ángel Calderón Fournier    | 1990 - 1994 | Partido Unidad Social Cristiana |
|            | Miguel Ángel Rodríguez Echeverría | 1998 - 2002 | Partido Unidad Social Cristiana |
|            | Abel Pacheco de la Espriella      | 2002 - 2006 | Partido Unidad Social Cristiana |